# Japán Filharmonikus Zenekar
A Japán Filharmonikus Zenekar Japan Philharmonic Orchestra (日本フィルハーモニー交響楽団; Hepburn: Nihon Firuhāmonī　Kōkyō Gakudan) (JPO) japán szimfonikus zenekar, amelynek székhelye Szuginamiban, Tokióban van.

## Története
A zenekart 1956. június 22-én hozták létre mint a Nippon Cultural Broadcasting kizárólagos fiókzenekarát. Vatanabe Akeo a zenekar első vezető karmestere volt 1950 és 1968 között, zenei igazgatói, állandó karmesteri és ügyvezető igazgatói címmel. Vatanabe kétszer vette fel Jean Sibelius szimfóniáit a zenekarral, először az 1960-as években a Nippon Columbia Companynak, másodszor pedig a Denonnak, 1981-ben A zenekar 1958-ban adta elő először japán nyelven Claude Debussy: Pelleas és Melisande című művét Jean Fournet vezényletével.
1959-ben a zenekar fiókszerződést kötött a Fuji Televízióval. 1961 és 1989 között a rendszeresen koncerteztek a tokiói Bunka Kaikan teremben. Első tengerentúli turnéjára 1964-ben került sor Kanadában és Amerikában.
1972 márciusában megszűnt a szerződés a Nippon Cultural Broadcasting és a Fuji Television leányvállalatával, és a zenekari alapítvány feloszlott. Ozava Szeidzsi volt akkoriban a vezető karmester és zenei tanácsadó. Az eredeti tagok egyharmada 1972-ben megalapította az Új Japán Filharmonikusokat, Ozawa vezetésével, Naozumi Yamamoto karmesterrel és főtitkárral. A Japán Filharmonikusok Szövetségét ezt követően 1973-ban alapították, újonnan önszerveződő zenekarként. Václav Smetáčeket nevezték ki vendégkarmesternek. A Japan Philharmonic Orchestra Association kórusa az év végén alakult. A Japan Philharmonic Orchestra Association 1985-ben ismét alapítványi egylet lett.
A zenekar 1994 júliusában alakított ki rendszeres kapcsolatot Suginami Cityvel. 1998-ban rezidenciát is alapított Jokohamában a Yokohama Minato Mirai Hallban. A Suginami Public Hallt átalakítása után 2006 júniusában nyitották meg újra, amelyet a zenekar próbákra és egyéb rendezvényekre használ. A zenekar 2013-ban átszervezte pénzügyi bázisát, és átállt közalapítványi alalokra.
Alekszandr Lazarev 2008 és 2016 között volt a zenekar vezető karmestere, most pedig a zenekar díjazott karmestere. Pietari Inkinen 2009 és 2016 között volt vezető vendégkarmester. 2015 áprilisában a zenekar bejelentette Inkinen új vezető karmesteri kinevezését 2016-os kezdettel, hároméves szerződéssel. További karmesterek, akikkel a zenekar rendszeres munkakapcsolatban áll, többek között Neeme Järvi, aki a zenekar vezető vendégkarmestereként szolgált, és James Loughran, akit 2006 novemberében neveztek ki tiszteletbeli karmesternek.
2016-ban Pietari Inkinent nevezték ki vezető karmesternek. Szerződésének legutóbbi meghosszabbítása, amelyet 2021 májusában jelentettek be, 2023 augusztusáig szólt. Inkinen 2023 augusztusában lemondott a JPO vezető karmesteri tisztségéről
2021 márciusában Kahchun Wong először vendégszerepelt a JPO-n. 2021 augusztusában a JPO Wongot nevezte ki fő vendégkarmesterének, az év szeptemberétől kezdődően kétéves szerződéssel. 2022 májusában a JPO bejelentette, hogy Wongot nevezi ki következő vezető karmesternek, a 2023–2024-es szezontól kezdődően ötéves szerződéssel.

## Karmesterek (részleges lista)
- Vatanabe Akeo (1950–1968; zenei igazgató)
- Kobajasi Kenicsiró (1988–1990, vezető karmester; 1990–1994, 1997–2004, vezető karmester; 2004–2007, zenei igazgató; 2010-től napjainkig, tiszteletbeli karmester)
- Hirokami Junicsii (1991–2000, rezidens karmester)
- Numadzsiri Riuszuke (2003–2008, rezidens karmester)
- Alekszandr Lazarev (2008–2016, vezető karmester; azóta karmester-díjas)
- Pietari Inkinen (2008–2016, vezető vendégkarmester, azóta vezető karmester).

## Zenei helyszínek

### Tokiói helyszínek
- Suntory Hall
- Tokyo Metropolitan Theater
- Suginam Public Hall
- Nakano Zero Hall (alkalmi használat)

### Jokohamai helyszín
- Yokohama Minato Mirai Hall

### Szaitamai helyszín
- Omiya Sonic City

## Fordítás
- Ez a szócikk részben vagy egészben  a   Japan Philharmonic Orchestra című angol Wikipédia-szócikk ezen változatának fordításán alapul.  Az eredeti cikk szerkesztőit annak laptörténete sorolja fel. Ez a jelzés csupán a megfogalmazás eredetét és a szerzői jogokat jelzi, nem szolgál a cikkben szereplő információk forrásmegjelöléseként.